# Marsupiopus trichosuri
Marsupiopus trichosuri är en spindeldjursart som beskrevs av Alex Fain 1968. Marsupiopus trichosuri ingår i släktet Marsupiopus och familjen Echimyopodidae. Inga underarter finns listade i Catalogue of Life.